# ラースロー・セプシ
ラースロー・セプシ（László Sepsi、1986年6月7日 - ）は、ルーマニア・ルドゥシュ出身のサッカー選手。ルーマニア代表。ポジションはDF（左サイドバック）。ハンガリー系ルーマニア人である。

## 経歴

### クラブ
2部リーグのCSガズ・メタン・メディアシュでプロデビューし、19歳でフランスのスタッド・レンヌに引き抜かれた。リーグ・アンでは出場機会に恵まれなかったが、UEFAカップに出場した経験がある。2006-07シーズンにグロリア・ビストリツァで研鑚を積み直し、2007-08シーズンに250万ユーロの金額でSLベンフィカへ移籍した。
2008年8月、スペインのラシン・サンタンデールへ1年間の期限付き移籍をし、同年8月31日、リーグ第1節のセビージャFC戦でデビューした。2008-09シーズンには最終的に19試合に出場し、2009年7月にラシンとの契約期間を1年延長した。
2010年1月、FCティミショアラへ5年契約で移籍。
その後は、トゥルグ・ムレシュやCFRクルジュといった国内のクラブを渡り歩き、クルジュではUEFAチャンピオンズリーグ 2012-13においてマンチェスター・ユナイテッドFC戦を含む4試合に出場、トゥルグ・ムレシュでは2014-15シーズンのリーグ戦で30試合に出場した。
2015年6月、2.ブンデスリーガの1.FCニュルンベルクにフリートランスファーで加入した。

### 代表
2005年から2008年にかけてルーマニアU-21代表で13試合に出場した。2008年3月26日、ブカレストでのロシア戦でルーマニア代表初出場した。